# Цачо Сяров
Цачо Сяров е български юрист, политически деец на БКП.

## Биография
Цачо Сяров е роден на 15 декември 1888 г. в с. Къкрина, Ловешко. Учи в Общинска прогимназия (Ловеч). Завършва Педагогическото училище в Силистра. Работи като учител в родното си село. През 1909 г. става член на ловешката организация на БРСДП (т.с.). Уволнен е като учител по политически причини.
Завършва Софийския университет специалност право (1910-1915). Редактор на Работнически вестник. Кандидат-адвокат в София. Участва в Първата световна война като командир на рота в 73-ти пехотен полк на Добруджанския фронт.

### Политическа дейност до 1939 г.
След демобилизацията през 1918 година е адвокат в Ловеч. Делегат на 22-ри конгрес на БРСДП (т.с.) през май 1919 г. Общински съветник в Ловеч (1920 – 1921, 1924 – 1926, 1932 – 1934) от листата на БКП и Работническата партия. Арестуван и осъден след атентата в църквата „Света Неделя“ през 1925 г. Излиза от затвора през февруари 1926 г. Член на българската секция на Международната организация на юристите-антифашисти. Адвокат-защитник по много политически процеси в Ловеч, Плевен, Шумен, София и др. Участва в учредяването на Работническата партия в Ловеч през април 1927 г. Член на градското училищно настоятелство (1923) и на Управителния съвет на Воден синдикат „Осъм“.

### По време на Втората световна война
Участва активно в комунистическото движение по време на Втората световна война, като член на Околийския комитет на БРП (к). Организира и ръководи действията на съпротивата в Ловешко. По инициатива на Цачо Сяров в Ловеч се създава първият в страната комитет на Отечествения фронт. Интерниран е в лагера Кръстополе. През май 1943 г. е арестуван и осъден на доживотен затвор по ЗЗД.
Излиза от Плевенския затвор при неговото разбиване на 8 септември 1944 г. Обвинител в Ловешкия състав на т.нар. Народен съд.

### Обществена дейност след 1944 г.
Помощник областен директор в Плевен. Депутат в Околийския народен съвет (Ловеч). Изключван е два пъти от БКП. Пенсионира се през 1946 г. Работи в местното дружество за Българо-съветска дружба. Оставя спомени и богато документално дарение на Регионален исторически музей-Ловеч.
На негово име са наименувани площад, улица и жилищен блок в града. Дъщеря му Диана Сярова е първенец на випуск на Ловешката смесена гимназия „Цар Борис III“ и организиран член на РМС.